# Betsy Hodges

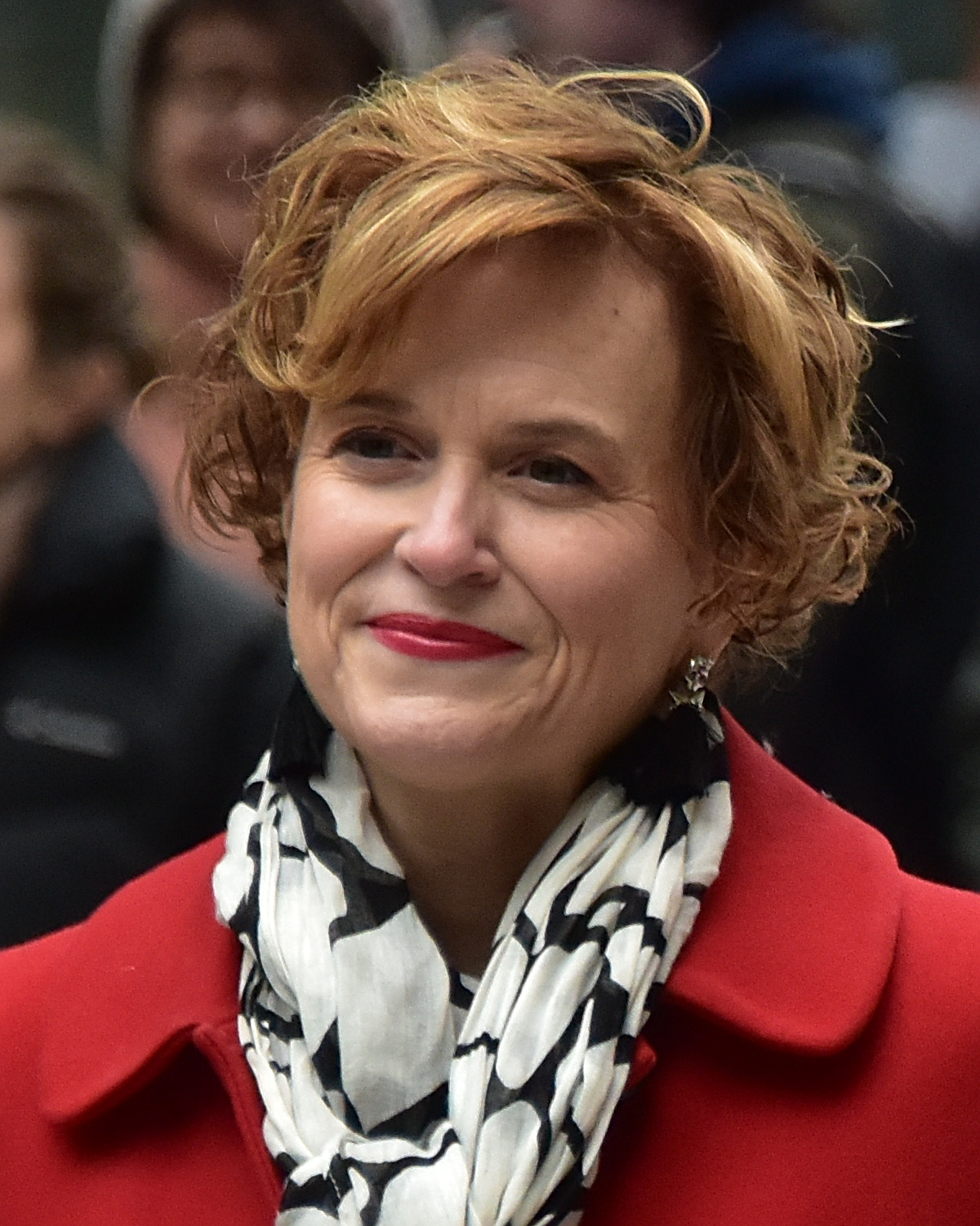
Betsy Hodges (2017)

Elizabeth A. „Betsy“ Hodges (* 7. September 1969 in Baltimore, Maryland) ist eine US-amerikanische Politikerin und Mitglied der Demokratischen Partei, bis 2019 in der Minnesota Democratic-Farmer-Labor Party, der Unterorganisation der Demokraten in Minnesota. Sie war vom 2. Januar 2014 bis zum 2. Januar 2018 Bürgermeisterin von Minneapolis.

## Leben
Betsy Hodges wuchs in Wayzata im US-Bundesstaat Minnesota, einem Vorort von Minneapolis, auf und graduierte 1987 von der Wayzata High School in der Nachbarstadt Plymouth. Danach besuchte sie bis 1991 das Bryn Mawr College, anschließend begann sie ein Studium der Soziologie an der University of Wisconsin–Madison. 1998 beendete Hodges das Studium mit einem Masterabschluss. Nach einigen Jahren als Entwicklungsleiterin bei der Non-Profit-Organisation „Progressiv Minnesota“ arbeitete Betsy Hodges bis 2003 für Gail Dorfman, die damals „County Commissioner“ des Hennepin County war.
Von 2000 bis 2005 war Hodges Mitglied der Bezirksverwaltung von Linden Hills, einem Stadtteil von Minnesota. Im November 2005 wurde sie in den Stadtrat von Minneapolis, wo sie den 13. Stadtbezirk vertrat, gewählt. Im Juni 2012 wurde Hodges zur Vorsitzenden der League of Minnesota Cities gewählt. Nachdem ihr Amtsvorgänger R. T. Rybak am 27. Dezember 2012 bekannt gegeben hatte, nicht zur Bürgermeisterwahl im folgenden Jahr anzutreten, gab Hodges ihre Kandidatur für das Bürgermeisteramt bekannt. Zu ihren Unterstützern zählte unter anderem der Senator David Scott Dibble. Im ersten Wahldurchgang am 5. November 2013 erhielt Betsy Hodges 36,47 Prozent der Stimmen, vor ihren Parteikollegen Mark Andrew und Don Samuels. In der darauf folgenden Stichwahl kam Hodges auf 48,95 Prozent der Stimmen und wurde somit zur neuen Bürgermeisterin von Minneapolis gewählt. Das Amt trat sie zum 2. Januar 2014 an.
Am 15. Dezember 2016 gab Betsy Hodges bekannt, im folgenden Jahr zur Wiederwahl anzutreten. Bei der Wahl am 7. November 2017 erhielt sie jedoch nur knapp 26.900 Stimmen und lag somit hinter den Kandidaten Raymond Dehn und Jacob Frey nur auf Platz drei, womit sie am 2. Januar 2018 von Frey abgelöst wurde.
Betsy Hodges ist verheiratet und lebt mittlerweile in Washington, D.C.